# Гревс, Михаил Александрович
Михаил Александрович Гревс (1791—21 февраля 1846) — генерал-лейтенант, участник Отечественной войны 1812 года и заграничных походов русской армии в Европу, дед историка И. М. Гревса.

## Биография
Родился в 1791 году. На службу поступил 21 июля 1806 года юнкером в Кавалергардский полк. 29 января 1808 года произведен в эстандарт-юнкеры и 20 сентября того же года в корнеты. Участвовал с кавалергардами в походах: 1807 и 1812 гг за сражение под Бородином награждён орденом святой Анны 4 степени. В 1813 году находился в резервных эскадронах. В 1814 году Гревс участвовал в сражении при Фершампенуазе и награждён орденом святого Владимира 4 степени.
В 1816 году Гревс решением Александра I переведён из кавалергардов в армейский Каргопольский драгунский полк за участие в мошеннической карточной игре и дальнейшем самовольном расследовании происшествия с участием офицеров полка. При переводе положение Гревса было сохранено, что означало повышение в звании на две ступени.
В 1817 году произведён в подполковники. В 1820 году назначен командиром 1-го Бугского уланского полка, и в том же году произведён в полковники. В 1824 году отстранён от командования и предан суду и признан виновным в растрате казенных денег, самовольно взятых на приобретение сена для лошадей, но в 1826 году от суда и взыскания освобождён. В 1828 году назначен командиром Конно-егерского Его Величества Короля Виртембергского полка. 14 августа 1829 года произведён в генерал-майоры с назначением состоять при начальнике 2-й Кирасирской дивизии.
В 1831 году находился в делах при Сокольде. В 1832 году награждён орденом святого Владимира 3 степени.
В 1834 году вместе с другими командирами Бугского уланского полка предан суду за фальшивое истребование 300 тыс. рублей на содержание военных поселенцев в лазаретах, которых в действительности не было. Деньги использовались на улучшение бытовых условий, что было учтено при вынесении приговора, который в итоге выразился в отстранении от службы без права дальнейшего назначения. Однако уже в 1839 году Гревс снова определён на службу в чине генерал-майора в 7-ю Лёгкую кавалерийскую дивизию. В 1842 году награждён орденом святого Станислава 1 степени. В 1843 году назначен командующим 1-й Лёгкой кавалерийской дивизией и в том же году произведён в генерал-лейтенанты. На службе состоял до самой смерти.

## Семья
- Гревс, Алексей Александрович — брат[1].
- Дунина, Мария Ивановна — жена, дочь генерала Ивана Дунина-Барковского[1].
- Дети[1]:
  - Гревс, Елена Михайловна (род. 1827).
  - Гревс, Николай Михайлович (род. 1831) — штаб-ротмистр Чугуевского полка, в отставке — уездный предводитель[4][5].
  - Гревс, Михаил Михайлович (род. 1833) — участник Крымской войны, герой Севастопольской обороны. По окончании войны вышел в отставку в чине поручика[6]. Отец историка И. М. Гревса.